# جرنات (تعز)
جرنات هي إحدى قرى الجمهورية اليمنية. تتبع جغرافيا لمحافظة تعز وإداريًا لمديرية المواسط. يبلغ تعداد سكانها 3308 نسمة حسب الإحصاء الذي أجري عام 2004.